# Gaertnera crassiflora
Gaertnera crassiflora là một loài thực vật có hoa trong họ Thiến thảo. Loài này được Bojer mô tả khoa học đầu tiên năm 1837.